# انجیر بنگالی
انجیر بنگالی (نام علمی: Ficus benghalensis) نام یک گونه از زیرسرده انجیر هندی است. این درخت بومی شبه‌قاره هند است. این درخت در جنوب ایران نیز می‌روید و از آبادان تا بوشهر و چابهار و تیس انتشار دارد. انجیر بنگالی در جنوب ایران با نام‌های محلی لول، لور،‌ لیلک یا مکرزن و در جزیره خارک لیل و در جزیره کیش لور شناخته می‌شود. در کتب طب سنتی فارسی با نام‌های بژ و اثاب آمده‌است. اشاره ترانه‌ای جنوبی که می‌گوید درخت مکرزن صد ریشه دارد به انجیر بنگالی است.

## توصیف
انجیر بنگالی درختی بزرگ و همیشه‌سبز تا نیمه‌خزان‌کننده است و رشدی کند دارد. تاج پوششی آن گسترده و نامتقارن است و با شاخ و برگ فراوان به عنوان یک درخت سایه‌ده با سایه سنگین در پارک‌های جنگلی، پیاده‌روها و پارک‌های شهری کشت می‌شود.
انجیر بنگالی درختی است عظیم که دارای شیرآبه کائوچوئی است. انجیر بنگالی ممکن است چند درخت به نظر آید زیرا تنه‌های بسیار دارد. این درخت ممکن است بیش از هزار تنه داشته باشد. انجیر بنگالی از گیاهان تیره انجیر و توت است؛ و در آسیای جنوبی و سایر سرزمین‌های منطقه گرمسیری پیدا می‌شود. میوه این درخت قرمز است به مصرف خوراک پرندگان و میمونها و خفاشان می‌رسد.
ارتفاع این درخت ۲۰ تا ۳۰ متر هم می‌رسد. برگ انجیر بنگالی ساده، شفاف، کرمی و شکننده است و دارای دمبرگ است. شکل آن شبیه به تخم مرغ کشیده است. تاج درخت دارای گستردگی افقی بیشتر از عمودی است. تراکم برگ انجیر بنگالی نسبت به انجیر معابد بیشتر است. در زمین‌های با زهکشی مناسب رشد بهتری دارد. دارای گلدهی بهاره و پاییزه است. میوه‌های انجیر بنگالی به صورت فندقی و چسبیده به شاخه هستند. میوه‌دهی در تابستان و در حدود ۴۵ روزه است. از انشعابات و ساقه‌های هوایی آن ریشه‌های هوایی خارج شده و به زمین می‌رسد و در آن فرومی‌رود و ساقه‌های جدیدی از درخت را ایجاد می‌کند. برگ‌های آن بیضی و کامل و براق به طول حدود ۲۵ سانتیمتر است که اگر بیخ برگ را بکنند شیره سفیدرنگی از آن خارج می‌شود.

## شیوه رشد
هر درخت انجیر بنگالی از بالای یک درخت دیگر آغاز به رشد می‌کند. ممکن است یکی از جانوران دانه‌ای از آن را بر بالای درخت نخلی بر جای نهد. دانه شروع به رشد می‌کند و نهالی که حاصل می‌شود ریشه‌ای به درون خاک فرومی‌کند. به زودی ریشه‌های دیگر از اطراف درخت نخلی وارد خاک می‌شوند. درخت انجیر بنگالی نورسته به سرعت شاخه می‌دهد. درخت نخل سرانجام خشک می‌شود و می‌پوسد ولی درخت انجیر بنگالی دیگر نیاز به تکیه‌گاه ندارد.
به‌تدریج که انجیر بنگالی رشد می‌کند از شاخه‌هایش ریشه‌هایی پدید می‌آیند و آویزان می‌شوند و در خاک فرومی‌روند. این ریشه‌ها ساقه را نگه می‌دارند و آب و مواد کانی به برگ‌ها می‌رسانند و هریک به یک تنه تبدیل می‌شود. بزرگی و تعداد تنه‌های شمار زیادی از درخت‌های انجیر بنگالی را در هندوستان اندازه گرفته‌اند. بزرگترین آنها بیش از ۴ متر قطر داشت و دارای ۲۳۰ تنه با قطر ۳۰ تا ۶۰ سانتی‌متر بود و سه هزار تنه کوچکتر دیگر نیز در پیرامون آن‌ها شمرده شدند.
در مخزن‌الادویه آمده‌است در زیر سایه درختان کهن‌سال انجیر بنگال در برخی نقاط دیده شده که صدها سوار استراحت می‌کنند.

## نگارخانه

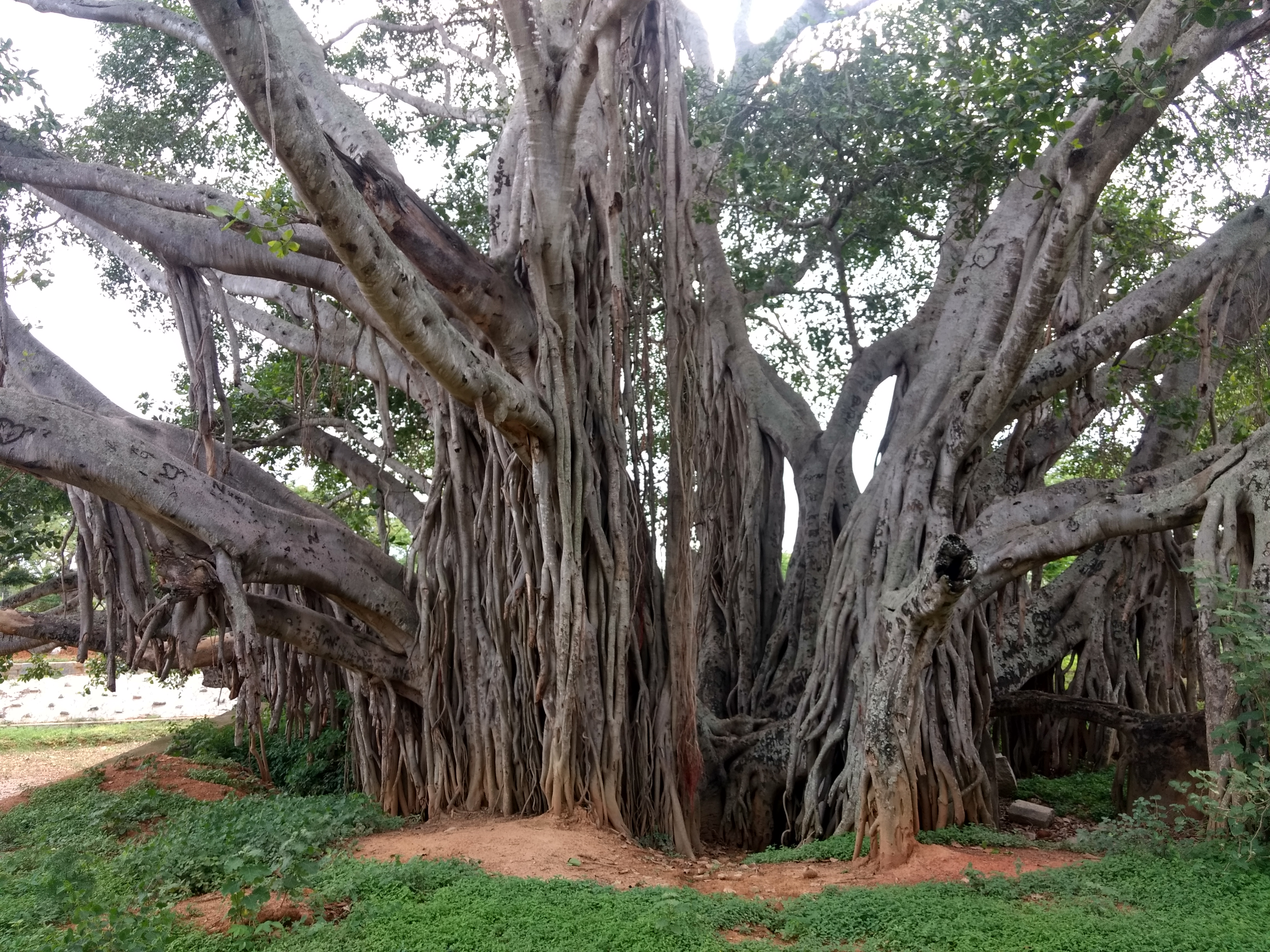
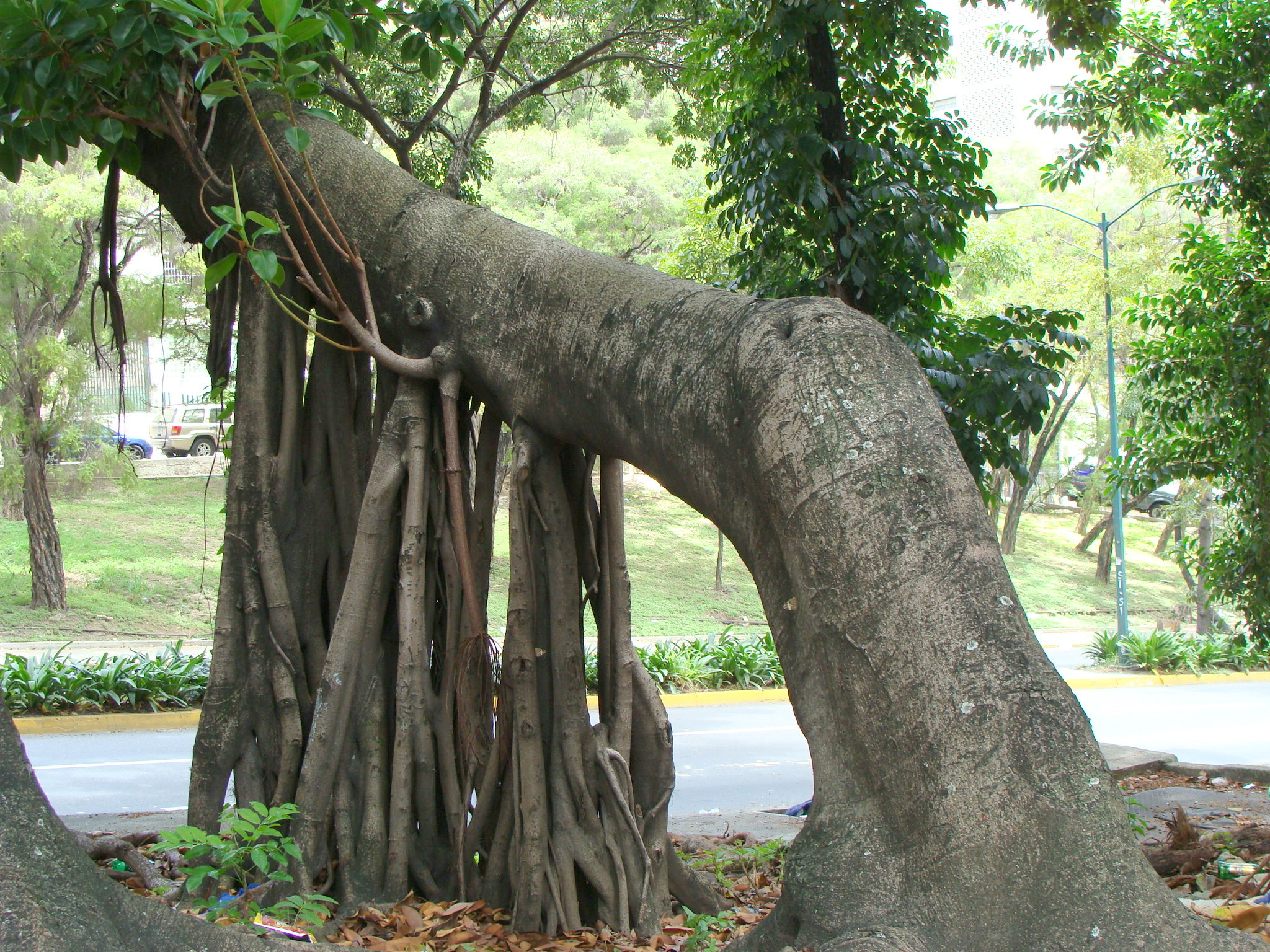
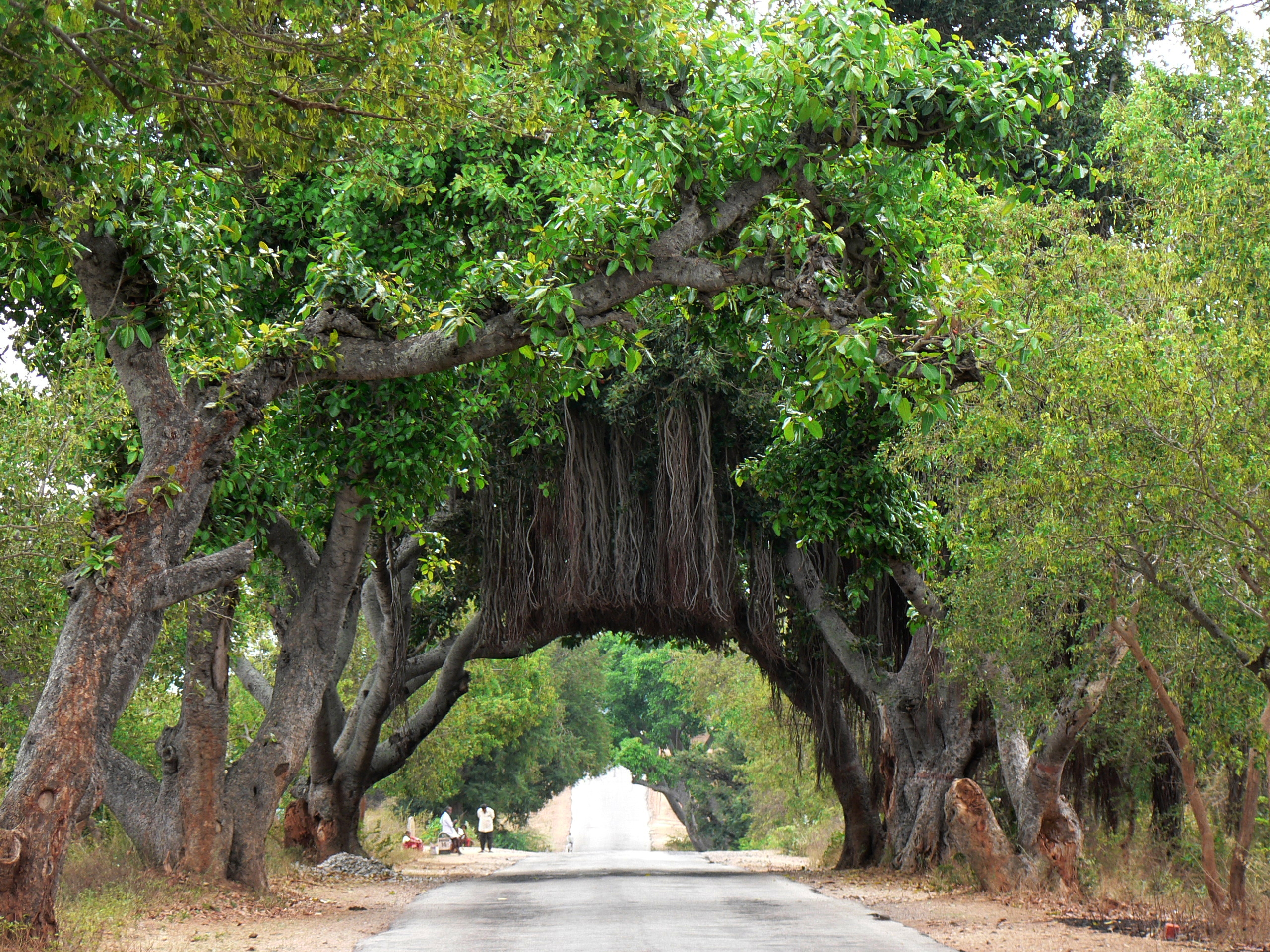
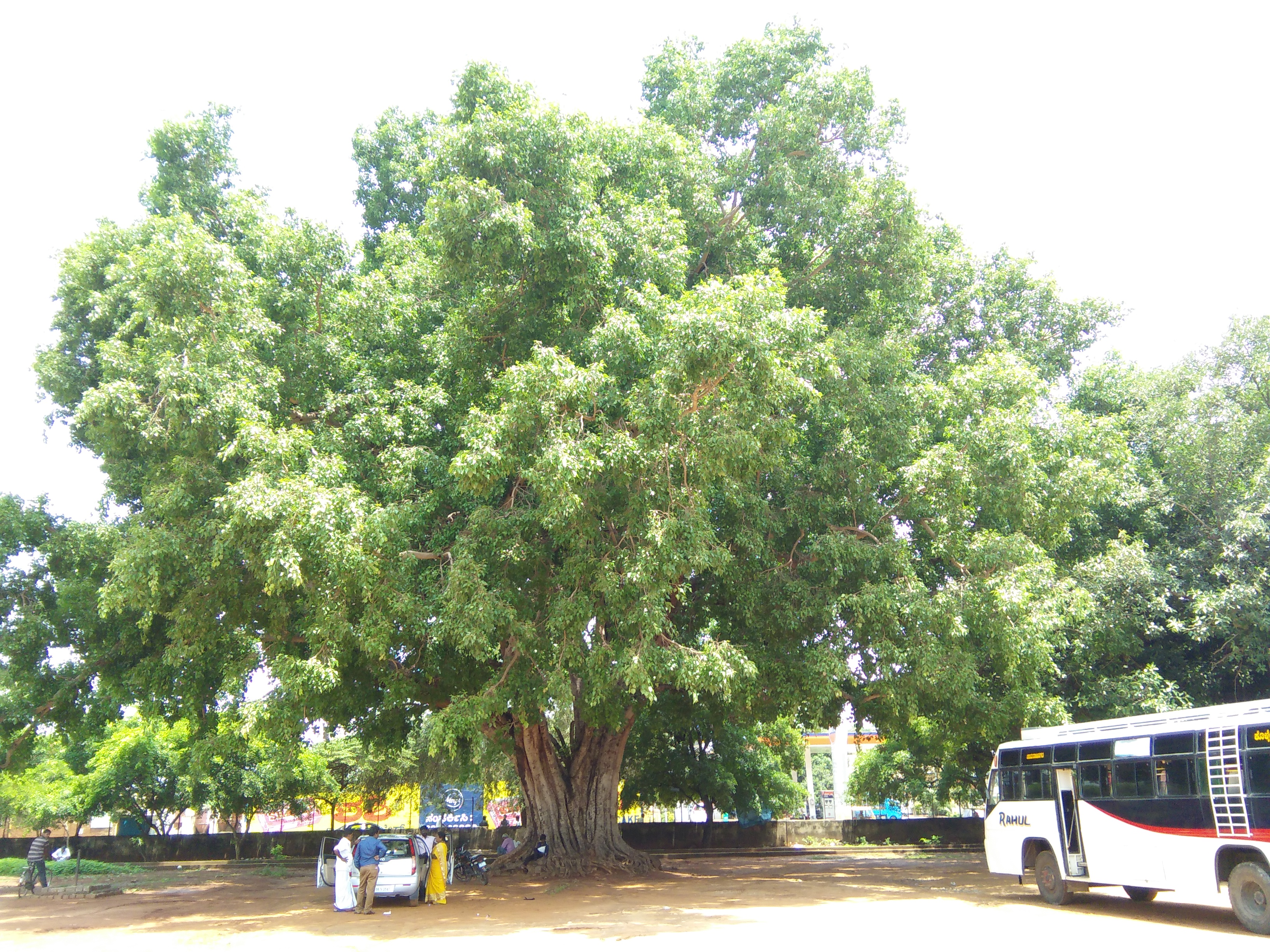
نمایی از درخت
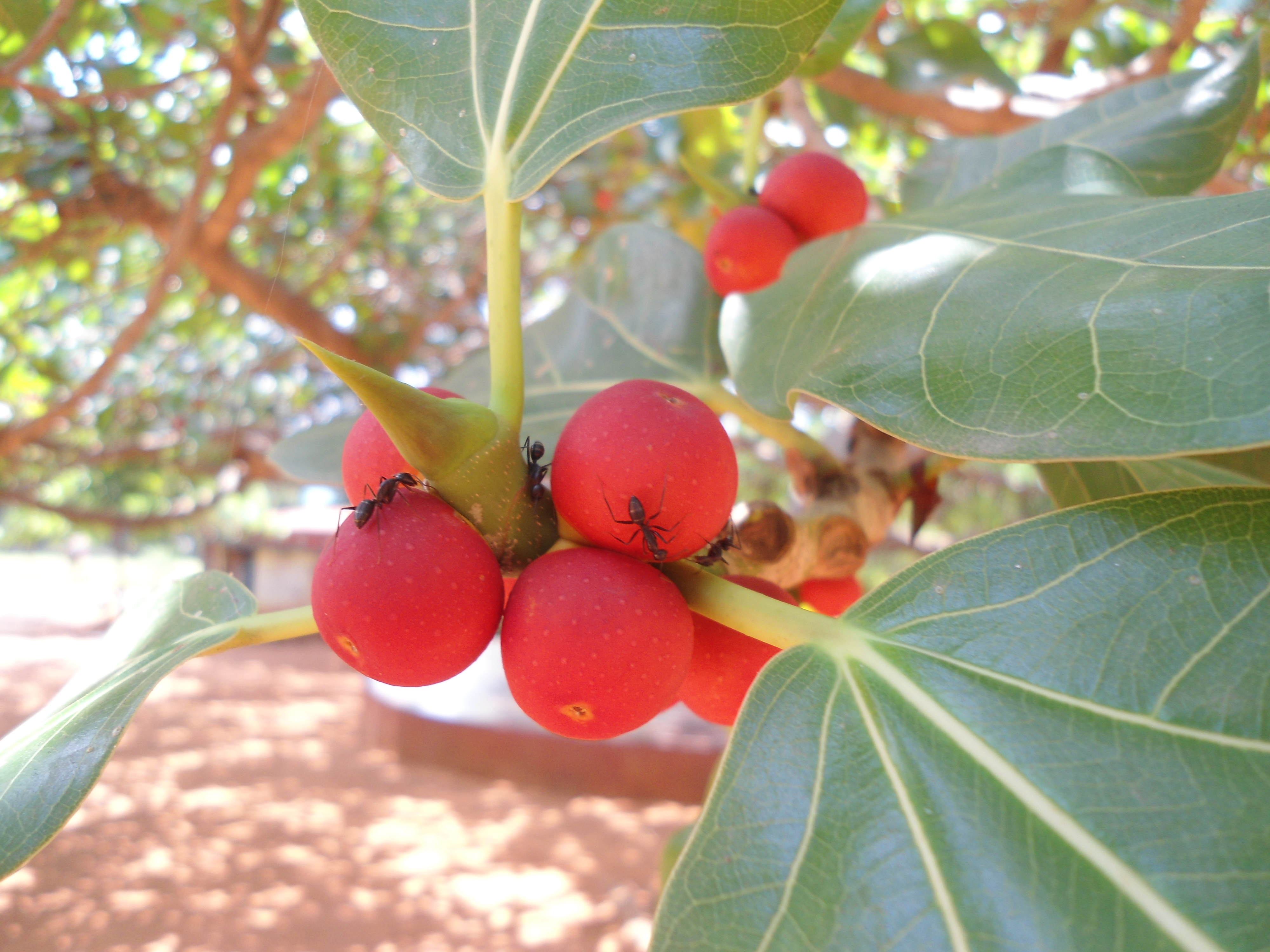
میوه‌ها
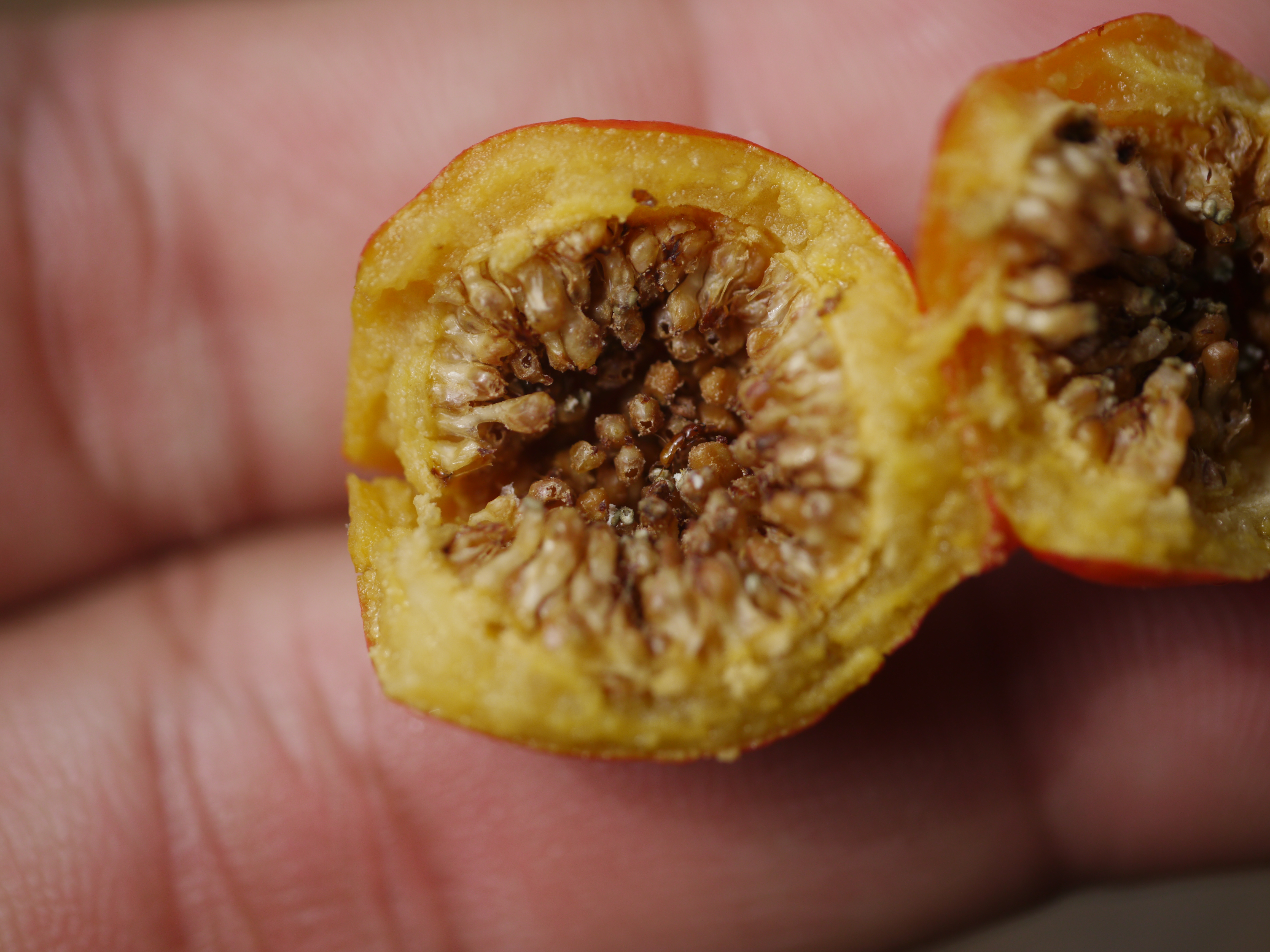
میوه انجیر بنگالی
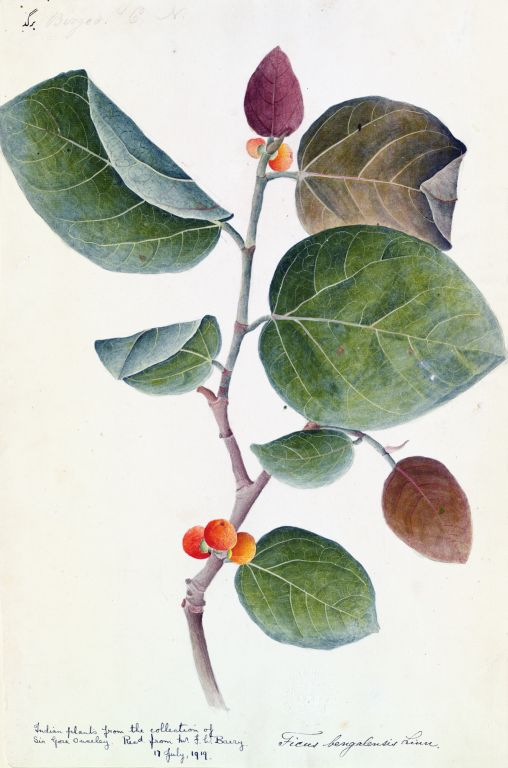
برگ‌ها